# Хвалимир (кнез Травуније)
Хвалимир (Φαλιμέρης) је био кнез Травуније, који је владао током друге половине IX века.
Припадао је лози Белојевића. Био је син кнеза Крајине (син кнеза Белоја који је владао облашћу између дубровачког залеђа и Боке Которске са центром у данашњем Требињу) и кћерке кнеза Србије Властимира, међу којима је склопљен брак пре средине IX века. Хвалимир је наследио свог оца на месту кнеза Травуније, а њега је наследио син Чучимир. Обојица су познати само по имену и помиње их само византијски цар Константин Порфирогенит у свом делу „О управљању Царством”.

## Извори и литература